# Lady of the Lake (Schiff, 1814)
Die Lady of the Lake war das erste Dampfschiff, das auf der Elbe verkehrte.
Der Raddampfer lief 1814 bei John Gray in Kincardine vom Stapel und hatte einen hölzernen Rumpf. Er war mit einer 24 PS starken Dampfmaschine von James Cook ausgestattet. Ab August 1815 wurde er als Paketschiff auf dem Forth zwischen Stirling und Newhaven eingesetzt.
Der Glasgower Unternehmer Peter Kincaid gründete im Mai 1816 eine Firma mit der Absicht, auf der Elbe ein Dampfschiff zu betreiben. Er stellte am 6. Dezember 1815 beim Hamburger Senat einen Antrag auf eine Erlaubnis dafür. Am 6. März 1816 erhielt er das Privileg für vier Jahre. Als Auflage musste er Hamburger Bürger werden. Ursprünglich hatte er geplant, ein Schiff in Hamburg bauen zu lassen. Dies verwarf er und kaufte die Lady of the Lake.
Kapitän John Watson Cook, der Bruder des Maschinenbauers und Mitinhabers James Cook, überführte das Schiff nach Hamburg. Am 15. Juni 1816 erreichte er Cuxhaven und am 17. Juni Hamburg. Am 29. Juni startete die Lady of the Lake ihre erste Fahrt von Hamburg nach Cuxhaven und zurück. Flussabwärts brauchte sie etwa sieben und zurück etwa neun Stunden. Der Passagierdampfer startete an drei Tagen in der Woche in Hamburg, Samstag, Montag und Mittwoch, und machte sich am folgenden Tag auf den Rückweg. Der Raddampfer erregte viel Aufsehen in Hamburg. Aber viele Menschen waren auch skeptisch. Auch die Fischer fürchteten, dass durch den Lärm die Fische vertrieben würden. So wurde schon im Oktober 1816 der Verkehr wegen Unrentabilität wieder eingestellt.
Am 24. Juni 1817 kehrte die Lady of the Lake nach Schottland zurück und wurde wieder als Paketschiff auf dem Forth eingesetzt.